# 水鉄砲

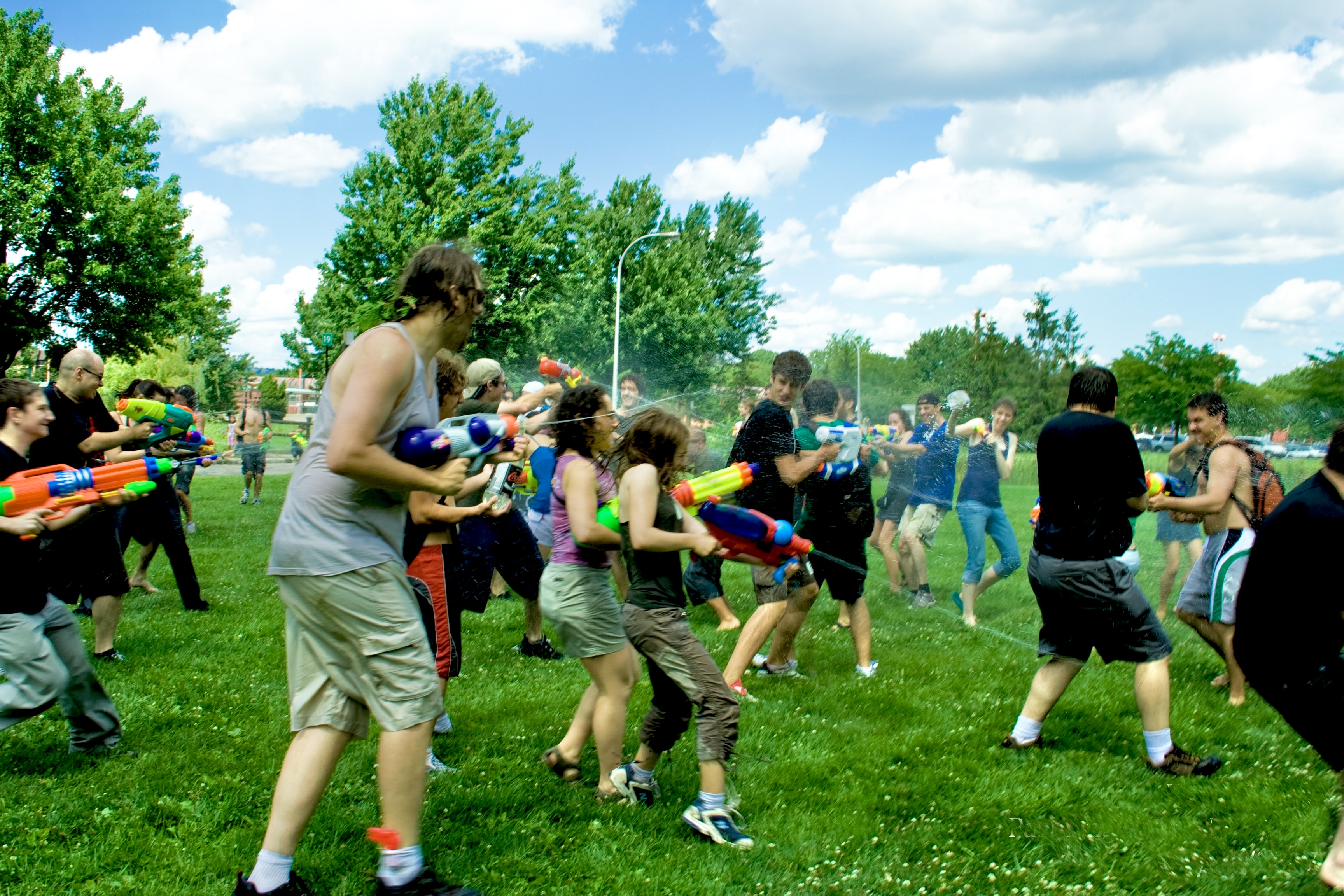
水遊びに興じる人々

水鉄砲（みずでっぽう）とは、水を射出するように作られた玩具（遊戯銃）である。

## 概要
水鉄砲は霧吹きに似たような構造・原理で動作する。本体は主に水を蓄える容器となっていて、引き金はポンプに取り付けられており、これを操作することで銃口の小さな穴から水を勢い良く噴き出す。またウォーターガンなどと呼ばれる玩具では、水の入ったタンク内に圧縮空気で圧力を加え、これのバルブを引き金を操作することで解放、更に連続的に水を噴射できるように工夫したものがある。
日本では古くから、竹筒の先の穴から水を噴き出す水鉄砲も存在し、水弾(みずはじき)とも呼ばれ、遊戯以外にも実用消火器として古くから利用されてきた。これはピストンシリンダーの中に水をためるもので、一度ピストンを押し切ると全部噴射してしまうため、その都度水の補給が必要である。注射器でも針を外したもの（シリンジ）では同様の構造で同じように使えるほか、竹筒をプラスチック製のパイプとしたものもみられる。
このほか、圧縮空気を用いるもの以外にも、ゴムの袋状容器または水圧を用いて水を噴射するもの、電池を用いた電動式のものがある。ただしこちらはあまり一般的ではないか、あるいはジョークグッズなど別の玩具とみなされる。
用途としては水遊びのようなお互いに水を掛け合って遊んだり、的を撃ったり、あるいはサバイバルゲームのような撃ち合いに使う場合もある。

## 関連事象
アメリカ合衆国とカナダでは、かなり長い間、水鉄砲は「透明あるいは淡色のプラスチックで作られたものでなければならない」という輸入規制と国内の法律があった。これは同地域が銃社会であることにも絡み、実際の火器との見間違いを防ぐためである。事実、水鉄砲や遊戯銃と実銃を見誤ったために強盗などと勘違いされて銃撃され、流血の惨事となってしまった事例は少なからず存在する。
日本や米国では2000年代初頭にこれに洗剤や漂白剤などを入れて発射するなどの悪戯や通り魔的事件が報じられたが、後に玩具メーカーが水以外を充填して使用した場合に部品劣化などで水鉄砲が破損、使用者自身が負傷する恐れもあるとして警告し、次第に沈静化した。なおこういった用法では浴びせられた側が負傷する危険もあり、警察では傷害事件・傷害未遂事件として捜査する。